# 布莱克本先令弃兵
布莱克本先令弃兵（英語：Blackburne Shilling Gambit）是国际象棋开局意大利开局的一种，走法为：
1.e4 e5 2.Nf3 Nc6 3.Bc4 Nd4
此开局并非一个真正意义上的弃兵，因白方是不能吃掉e5，若白方用马吃掉e5，黑方Qg5将形成对白方很不利的抓双局面。3...Nd4仅有的优点是可以制造一个陷阱，并很多白方棋手都曾掉入这个陷阱。据说早年英国著名大师约瑟夫·亨利·布莱克本曾运用这个陷阱和执白方的业余爱好者对局来挣得先令，故因此而得名。